# Steve De Ridder
Steve Danny Marc De Ridder (Gante, Bélgica, 25 de febrero de 1987) es un futbolista belga. Juega de centrocampista y su equipo es el K. M. S. K. Deinze de la Segunda División de Bélgica.

## Clubes
| Club                                  | País         | Año       |
| ------------------------------------- | ------------ | --------- |
| K. A. A. Gante                        | Bélgica      | 2004-2008 |
| Eendracht Aalst (cedido)              | Bélgica      | 2005-2006 |
| K. F. C. Vigor Wuitens Hamme (cedido) | Bélgica      | 2007-2008 |
| De Graafschap                         | Países Bajos | 2008-2011 |
| Southampton F. C.                     | Inglaterra   | 2011-2013 |
| Bolton Wanderers F. C. (cedido)       | Inglaterra   | 2013      |
| F. C. Utrecht                         | Países Bajos | 2013-2014 |
| F. C. Copenhague                      | Dinamarca    | 2014-2016 |
| S. V. Zulte Waregem (cedido)          | Bélgica      | 2015-2016 |
| K. S. C. Lokeren                      | Bélgica      | 2016-2019 |
| Sint-Truidense                        | Bélgica      | 2019-2023 |
| K. M. S. K. Deinze (cedido)           | Bélgica      | 2022-2023 |
| K. M. S. K. Deinze                    | Bélgica      | 2023-     |

## Palmarés

### Títulos nacionales
| Título            | Club             | País      | Año  |
| ----------------- | ---------------- | --------- | ---- |
| Copa de Dinamarca | F. C. Copenhague | Dinamarca | 2015 |